# Ahuatlán
Ahuatlán è una municipalità dello stato di Puebla, nel Messico centrale, il cui capoluogo è la località omonima.
Conta 3.403 abitanti (2010) e ha una estensione di 184,07 km². 	 	
Il significato del nome della località in lingua nahuatl è luogo dove ci sono molte querce.